# Đảo Speedwell
Speedwell (tiếng Tây Ban Nha: Isla Águila), trước đây được biết đến với tên gọi đảo Eagle, là hòn đảo thuộc quần đảo Falkland (Anh). Đảo nằm trong eo biển Falkland, Tây Nam bán đảo Lafonia, Đông Falkland.
Đảo Speedwell có diện tích 19,9 dặm vuông (51,5 km2), có chiều dài từ bắc xuống nam là 17,5 km và rộng khoảng 5 km tại miền trung đảo. Đảo tương đối thấp và bằng phẳng, được sử dụng làm nơi nuôi cừu hơn 100 năm. Đảo tách biệt với Lafonia bởi eo biển Eagle, tên củ của đảo Speedwell.
Speedwell là hòn đảo lớn nhất trong nhóm đảo Speedwell, trong nhóm đảo còn có đảo George, đảo Barren và Đảo Annie có diện tích đáng kể.

## Sinh Thái
Đảo là nơi sinh sống lý tưởng của nhiều loài động vật gặm nhấm, nơi đây cũng là nơi lưu trú của loài chim cánh cụt Magellan, các tổ chim của nhiều loài chim khác cũng được tìm thấy trên đảo Speedwell. Tuy nhiên đảo được biết đến như là một chơi chăn nuôi cừu từ hàng 100 năm qua.